# Polská opera

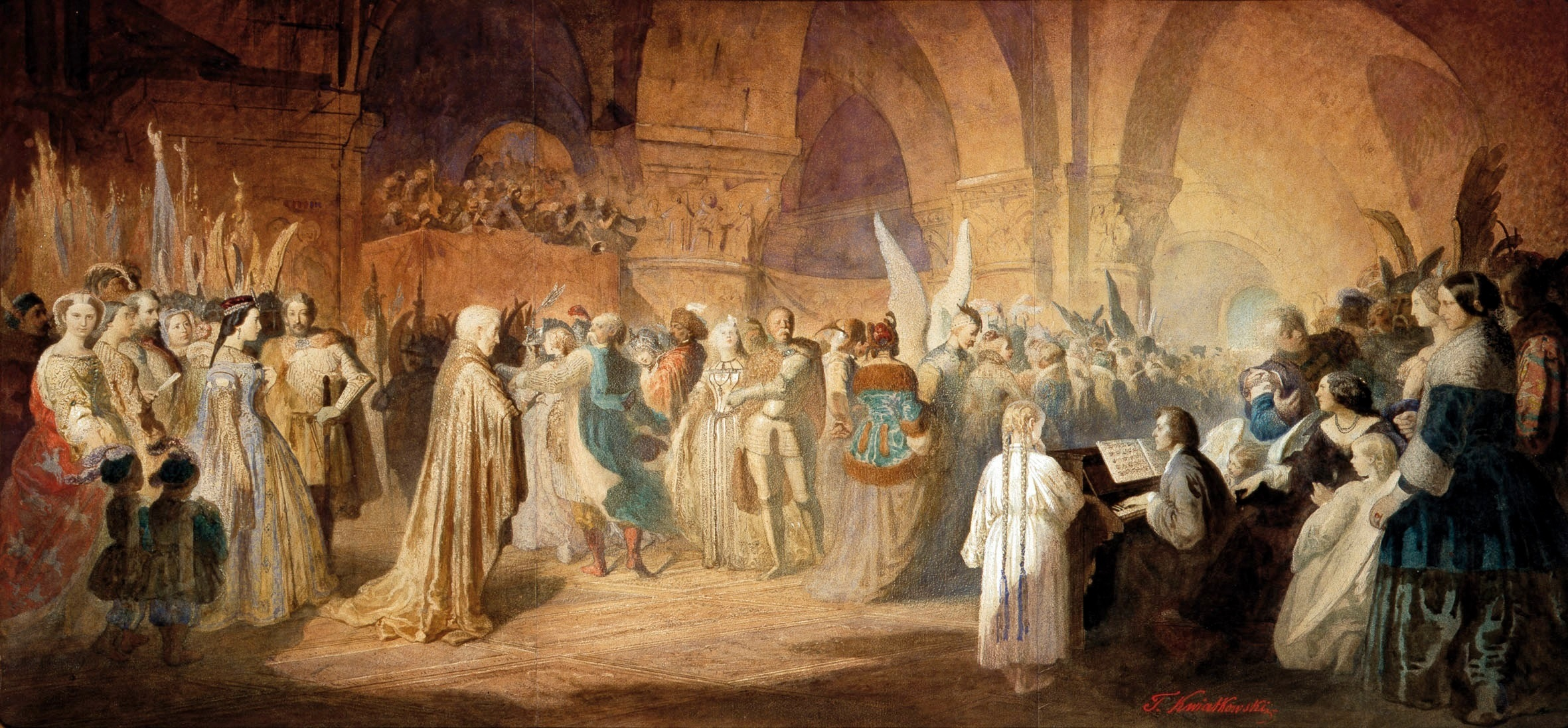
Chopinova Polonéza, dílo Teofila Kwiatkowského. Fryderyk Chopin jako skladatel, „tvůrce“ skvělé hudební formy obsahující historii a kulturu národa - ilustrace možné „Chopinovy opery“; viz: Národní opera

Polská opera případně polská národní opera je koncept, který může být definován několika způsoby:
1. jako opera o Polsku či polských dějinách od polského skladatele (např. Ubu Rex Krzysztofa Pendereckého),
2. jako opera napsaná v polštině
3. jako operní budova na území Polska.

Podobně, také výraz polská operní tradice může představovat tradici uvádění oper v Polsku nebo samotnou tvorbu oper v polštině polskými skladateli nebo libretisty.

## Dějiny polské opery

### Vladislavova opera

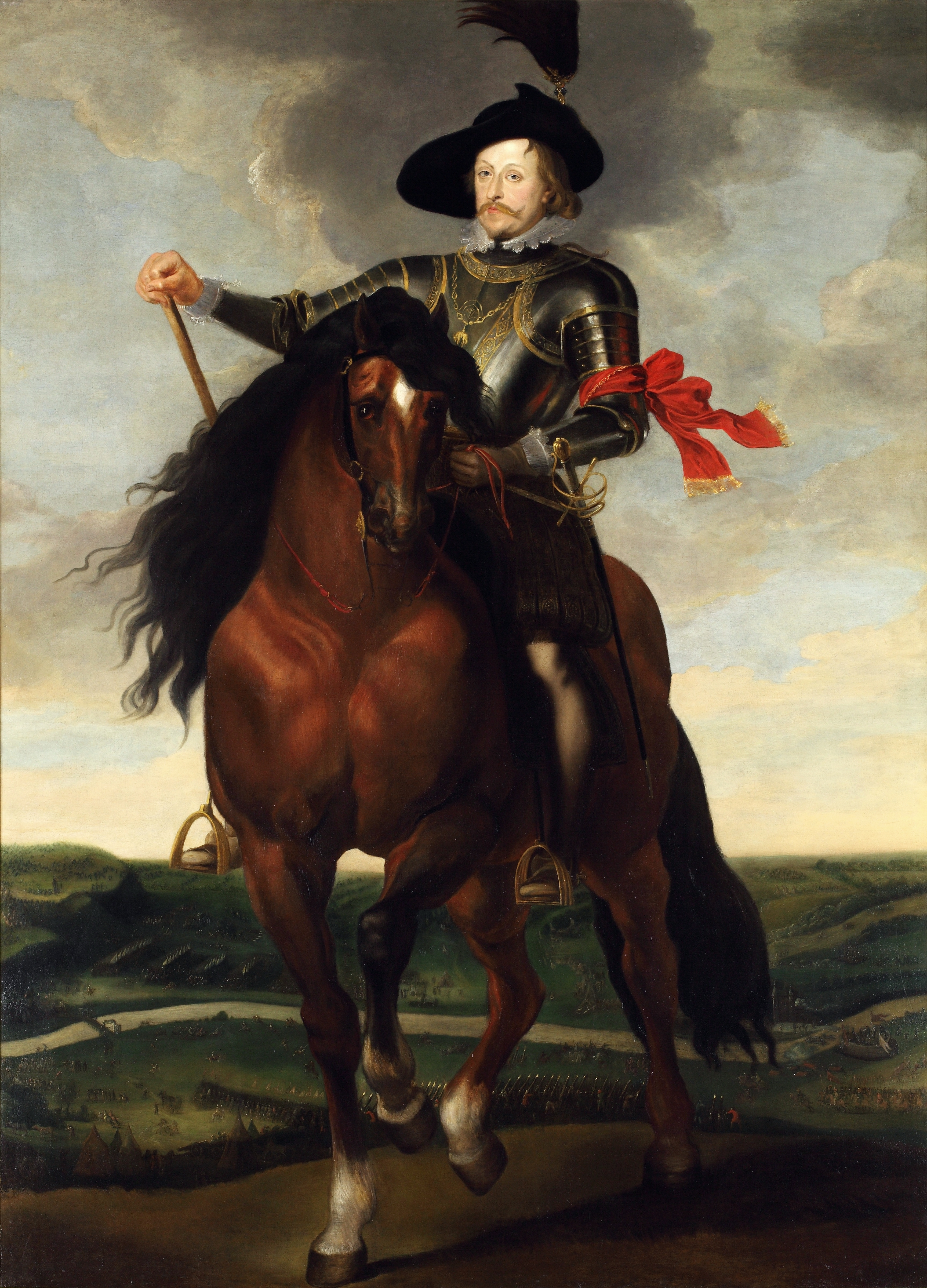
Vladislav IV. Vasa, zakladatel polské opery

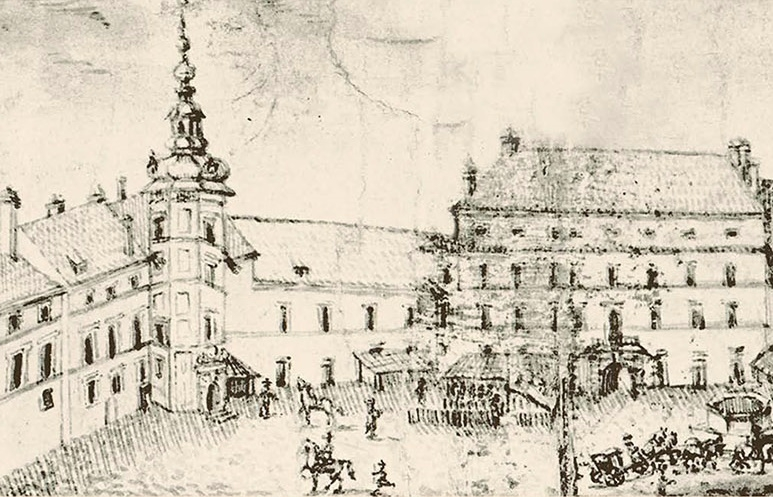
Velký sál Královského hradu ve Varšavě v době panování Vladislava IV. - první nepřetržitě fungující operní divadlo na světě.

První opery (tzn. dramma per musica uváděné v Itálii v období baroka) byly v Polsku uvedeny v době panování krále Zikmunda III. Vasy. Toho však umění příliš nezajímalo, ovšem jeho syn, korunní princ Vladislav, byl milovníkem a patronem opery.
Před 8. březnem 1628 byla z jeho iniciativy uvedena opera Galatea s hudbou Sante Orlandiho a textem Gabriela Chiabrery.  Významnou událostí v té době však bylo uvedení první opery, zkomponované ženo La Liberazione di Ruggiero dall'isola d'Alcino italské skladatelky Francescy Cacciniové v témže roce. Opera vzbudila u šlechty tak silný ohlas, že byla přeložena do polštiny.
Poté, co se Vladislav stal králem, vyčlenil sál Královského hradu pro operním představení italského operního souboru Marca Scacchiho. Provoz operní scény byl slavnostně zahájen v roce 1635 operou Giuditta. Toto dramma per musica na téma biblického příběhu Júdit bylo uvedeno na počest míru v Polanově. Autorem tohoto a dalších libret byl zřejmě Virgilio Puccitelli. Ve Vladislavově opeře se uváděla drama per musica, balety a další vokální díla. Za vlády Vladislava IV. byl uveden asi tucet oper, které se však do dnešních dnů nedochovaly. Vladislavova varšavská opera byla první stálou operní scénou v Evropě (nepřetržitě fungovala v letech 1635–1648).
V dobách Michała Korybuta Wiśniowieckého a Jana III. Sobieského byly opery uváděny zřídka a byly vzácnými uměleckými událostmi.

### Nejstarší dochovaná polská opera -Heca neboli hon na zajíce
Kromě opery seria vznikala v Polsku také komická díla. Příkladem takového díla je anonymní operní kus z přelomu 17. a 18. století, považovaný za nejstarší dochovanou polskou operu. Libreto z prostředí lovu, napsané pravděpodobně k oslavě některého z lovců pochází z doby kolem roku 1680, pravděpodobně z jihovýchodního Polska, snad Lvovského vojvodství. Nově byla opera publikována v roce 2005, s názvem od prof. Jerzyho Gołose Heca neboli hon na zajíce.

### Saská opera

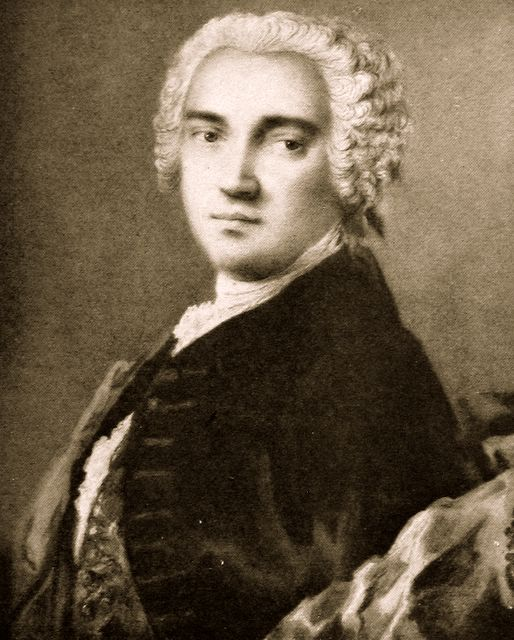
Johann Adolph Hasse

Velkým modernizátorem polské opery byl saský a polský král August III. V roce 1748 postavil Opernhaus (operní dům) ve varšavské Saské zahradě, kde se konala pravidelná operní představení německých a italských skladatelů. V té době se v Polsku objevila hvězda evropské opery, německý skladatel Johann Adolph Hasse, který v Polsku proslavil operu mezi šlechtou a polskou operu pozvedl na evropskou úroveň. Hasse napsal operu Zenobia na libreto Pietra Metastasia speciálně pro varšavskou operu.

### Stanislavova opera
Polská opera vzkvétala nejvíce za vlády Stanislava Augusta Poniatowského. V roce 1777 napsal Franciszek Bohomolec text kantáty Nędza uszczęśliwiona (Štěstí v neštěstí), kterou později Wojciech Bogusławski přeměnil na operní libreto, na nějž Maciej Kamieński zkomponoval operu, která byla následně uvedena ve Varšavské opeře.
Skladatel Maciej Kamieński (též Matej Kamenický) byl polonizovaný Slovák, zatímco Bogusławski a Bohomolec byli polští šlechtici. Tím začala činnost Bogusławského, kterému se později říkalo „otec polského divadla“. Bogusławski napsal a zinscenoval komickou operu s hudbou Jana Stefaniho Henryk VI na łowach (Jindřich VI. na lovu), a pak Cud mniemany, czyli Krakowiacy i Górale (Domnělý zázrak aneb Krakováci i Horalové).
Text této opery se po lednovém povstání ztratil, ale byl znovuobjeven v roce 1929 Leonem Schillerem (který jej označil za „polskou národní operu“), je dnes považován za mistrovství v narážkách. Premiéra Krakowiaků a Highlanderů 1. března 1794 údajně vyvolala neobvykle velký potlesk. Konala se asi čtyři týdny před Kościuszkovou přísahou na krakovském trhu a samotná opera obsahovala pro-církevní hesla. Po čtyřech výstavách ji úřady nařídily, aby byla z plakátu odstraněna kvůli její neočekávané popularitě a narážkám na potrat.

### Národní opera

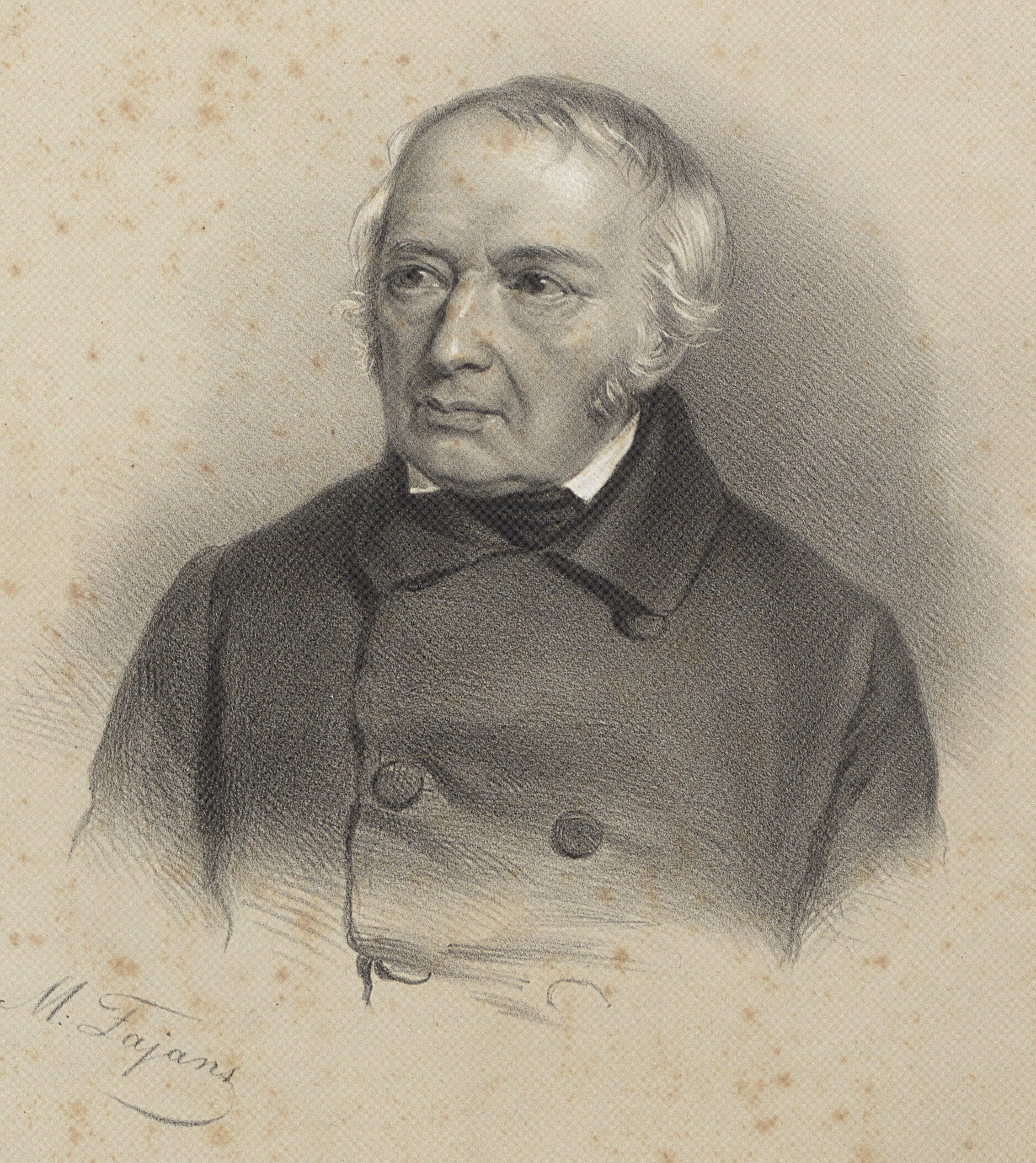
Józef Elsner

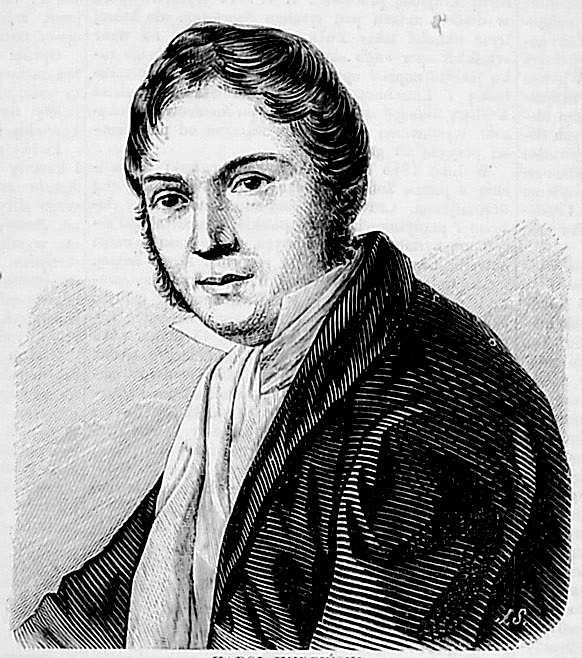
Karol Kurpiński

Politické rozdělení země polskou operní produkci nezastavilo. Wojciech Bogusławski stále aktivně tvořil a v 90. letech 18. století do Lvova přišel Józef Elsner. Z mnoha jeho oper se dochovala pouze jediná - Amazonky aneb Herminia. Když později Elsner nastoupil do Národní opery ve Varšavě, začal psát opery inspirované polskou lidovou hudbou. Tak vznikla první národní opera v Polsku a současně na světě. 

## Seznam významných polských oper
| Původní název                              | Český název                              | Autor hudby                  | Libreto                                                           | Rok a místo premiéry                                                         |
| ------------------------------------------ | ---------------------------------------- | ---------------------------- | ----------------------------------------------------------------- | ---------------------------------------------------------------------------- |
| Nędza uszczęśliwiona                       | Štěstí v neštěstí                        | Maciej Kamieński             | Wojciech Bogusławski podle Franciszka Bohomolce                   | 1778, Varšava                                                                |
| Cud mniemany, czyli Krakowiacy i Górale    | Domnělý zázrak aneb Krakováci i Horalové | Jan Stefani                  | Wojciech Bogusławski                                              | 1794, Varšava                                                                |
| Faust                                      | Faust                                    | Antonín Radziwiłł            | Johann Wolfgang Goethe                                            | Částečeně uvedeno roku 1810 v Berlíně a 1811 ve Výmaru                       |
| Pałac Lucypera                             | Luciferův zámek                          | Karol Kurpiński              | Alojzy Żółkowski                                                  | 1811, Varšava                                                                |
| Zabobon, czyli Krakowiacy i Górale         |                                          | Karol Kurpiński              | Wojciech Bogusławski                                              | 1816, Varšava                                                                |
| Król Łokietek, czyli Wiśliczanki           | Král Lokýtek                             | Józef Elsner                 | Ludwik Adam Dmuszewski                                            | 1817–1818, Varšava                                                           |
| Zamek w Czorsztynie, czyli Bojomir i Wanda |                                          | Karol Kurpiński              | Józef Wawrzyniec Krasiński                                        | 1819, Varšava                                                                |
| Halka                                      | Halka                                    | Stanisław Moniuszko          | Włodzimierz Wolski                                                | 1847, Vilno, 1858, Varšava                                                   |
| Monbar, czyli Filibustierowie              |                                          | Ignacy Feliks Dobrzyński     | Seweryna z Żochowskich Pruszakowa a Ludwik Paprocki               | 1863, Varšava                                                                |
| Straszny dwór                              | Strašidelný zámek                        | Stanisław Moniuszko          | Jan Chęciński                                                     | 1865, Varšava                                                                |
| Paria                                      | Paria                                    | Stanisław Moniuszko          | Jan Chęciński podle Casimira Delavigne                            | 1869, Varšava                                                                |
| Konrad Wallenrod                           | Konrád Wallenrod                         | Władysław Żeleński           | Zygmunt Sarnecki, Władysław Noskowski-Łada                        | 1885, Lvov                                                                   |
| Goplana                                    |                                          | Władysław Żeleński           | Ludomił German podle Juliusze Słowackého                          | 1896, Krakov                                                                 |
| Manru                                      |                                          | Ignacy Jan Paderewski        | Alfred Nossig podle Józefa Ignacego Kraszewského                  | 1901, Drážďany                                                               |
| Maria                                      |                                          | Roman Statkowski             | podle Antoniho Malczewského                                       | 1906, Varšava                                                                |
| Bolesław Śmiały                            | Boleslav Chrabrý                         | Ludomir Różycki              | Aleksander Bandrowski                                             | 1909, Lvov                                                                   |
| Eros a Psyche                              | Erós a Psyché                            | Ludomir Różycki              | Jerzy Żuławski                                                    | 1917, Vratislav                                                              |
| Legenda Bałtyku                            | Baltská pověst                           | Feliks Nowowiejski           | Waleria Szalay-Groele, Krystyna Jeżewska                          | 1924, Poznaň                                                                 |
| Zemsta za mur graniczny                    |                                          | Zygmunt Noskowski            | podle Aleksandra Fredry                                           | 1926, Varšava                                                                |
| Król Roger                                 | Král Roger                               | Karol Szymanowski            | Jarosław Iwaszkiewicz                                             | 1926, Varšava                                                                |
| Margier                                    |                                          | Konstanty Gorski             | W.W.G. (Walgier) podle básně Władysława Syrokomli                 | 1927, Poznaň (vydáno tiskem: Petrohrad, 1905)                                |
| Złote runo                                 | Zlaté rouno                              | Aleksander Tansman           | Salvador de Madariaga                                             | 1939 (polská předpremiéra 2016 v Lodži)                                      |
| Bunt żaków                                 | Studentská vzpoura                       | Tadeusz Szeligowski          | Roman Brandstaetter                                               | 1951, Vratislav                                                              |
| Zaczarowane koło                           |                                          | Jerzy Gablenz                | podle Lucjana Rydla                                               | 1955, Bytom                                                                  |
| Jutro                                      | Zítra                                    | Tadeusz Baird                | Jerzy Sito                                                        | 1966, Varšava                                                                |
| Odprawa posłów greckich                    |                                          | Witold Rudziński             | Bogdan Ostromęcki podle Jana Kochanowského                        | 1966, Krakov                                                                 |
| Diabły z Loudun                            |                                          | Krzysztof Penderecki         | John Whiting                                                      | 1968–1969, Hamburg                                                           |
| Kolonia karna                              | V kárném táboře                          | Joanna Bruzdowicz            | Joanna Bruzdowicz a Jaroslav Simonides podle povídky Franze Kafky | 1972 (Tours), 1995 (Varšava)                                                 |
| Trojanki                                   |                                          | Joanna Bruzdowicz            | Jacques Luccioni podle Eurípida                                   | 1973, Saint-Denis (polská předpremiéra 1979 s libretem Michała Sprusińského) |
| Pierścień wielkiej damy                    | Prsten velké dámy                        | Ryszard Bukowski             | Maria Straszewska podle Cypriana Kamila Norwida                   | 1974, Vratislav                                                              |
| Wit Stwosz                                 |                                          | Józef Świder                 | Tadeusz Kijonka                                                   | 1974, Bytom                                                                  |
| Lord Jim                                   |                                          | Romuald Twardowski           | vlastní libreto podle Josepha Conrada                             | 1976, Lodž                                                                   |
| Raj utracony                               | Ztracený ráj                             | Krzysztof Penderecki         | Christopher Fry podle Johna Miltona                               | 1978, Chicago                                                                |
| W małym dworku                             | Na zámečku                               | Zbigniew Bargielski          | Z. Bargielski podle S.I. Witkiewicze                              | 1981, Vratislav                                                              |
| Czarna maska                               | Černá maska                              | Krzysztof Penderecki         | Harry Kupfer                                                      | 1986, Bayreuth                                                               |
| Ubu Król                                   | Král Ubu                                 | Krzysztof Penderecki         | Jerzy Jarocki a K. Penderecki podle Alfreda Jarryho               | 1991, Mnichov                                                                |
| Matka czarnoskrzydłych snów                | Matka černokřídlých snů                  | Hanna Kulenty                | Paul Goodman                                                      | 1996, Mnichov                                                                |
| Pokój saren                                |                                          | Lech Majewski a Józef Skrzek | Lech Majewski                                                     | 1996, Bytom                                                                  |
| Balthazar                                  |                                          | Zygmunt Krauze               | Ryszard Peryt podle Daniela Stanisława Wyspiańského               | 2001, Varšava (WOK)                                                          |
| Iwona, księżniczka Burgunda                |                                          | Zygmunt Krauze               | Zygmunt Krauze, Grzegorz Jarzyna podle Witolda Gombrowicze        | 2004, Paříž                                                                  |
| Kochankowie z klasztoru Valldemosa         | Milenci z kláštera Valldemosa            | Marta Ptaszyńska             | Marta Ptaszyńska podle Janusze Krasińského                        | 2010, Lodž                                                                   |
| Moby Dick                                  |                                          | Eugeniusz Knapik             | Krzysztof Koehler podle Hermana Melvilla                          | 2010, Varšava                                                                |
| Pasażerka                                  | Pasažérka                                | Mieczysław Wajnberg          | Alexandr Viktorovič Medveděv podle Zofii Posmyszové               | 2010, Moskva                                                                 |
| Madame Curie                               |                                          | Elżbieta Sikora              | Agata Miklaszewska                                                | 2011, Paříž                                                                  |
| Pułapka                                    | Past                                     | Zygmunt Krauze               | Z. Krauze, Grzegorz Jarzyna podle Tadeusze Różewicze              | 2011, Vratislav                                                              |
| Oresteja                                   | Oresteia                                 | Agata Zubel                  | A. Zubel, podle Aischyla                                          | 2011, Varšava (WOK)                                                          |
| Kupiec wenecki                             | Kupec benátský                           | Andrzej Czajkowski           | John O’Brien podle Williama Shakespeare’a                         | 2013, Bregenz (dokončeno v roce 1982, uvedeno po smrti autora)               |
| Cyberiada                                  |                                          | Krzysztof Meyer              | K. Meyer podle Stanisława Lema                                    | 2013, Poznaň                                                                 |
| Qudsja Zaher                               |                                          | Paweł Szymański              | Maciej Drygas                                                     | 2013, Varšava                                                                |
| Universa. Otevřená opera                   |                                          | Jan A.P. Kaczmarek           |                                                                   | 2014, Krakov (Stary Rynek)                                                   |
| Vesmírná opera                             |                                          | Aleksander Nowak             | Georgi Gospodinow                                                 | 2015, Poznaň                                                                 |
| Czarodziejska góra                         | Čarovná hora                             | Paweł Mykietyn               | Małgorzata Sikorska podle Thomase Manna                           | 2015, Malta Festival Poznaň                                                  |
| Olimpia z Gdańska                          | Gdaňská Olympie                          | Zygmunt Krauze               | Krystyna a Blaise de Obaldia                                      | 2015, Gdaňsk                                                                 |
| Immanuel Kant                              |                                          | Leszek Możdżer               | podle Thomase Bernharda                                           | 2017, Vratislav                                                              |
| Sąd ostateczny                             | Poslední soud                            | Krzysztof Knittel            | Mirosław Bujko nt obrazu Hansa Memlinga                           | 2017, Gdaňsk                                                                 |